# Oncideres jatai
Oncideres jatai är en skalbaggsart som beskrevs av Gregorio Bondar 1953. Oncideres jatai ingår i släktet Oncideres och familjen långhorningar. Inga underarter finns listade i Catalogue of Life.